# Anabarhynchus waitarerensis
Anabarhynchus waitarerensis är en tvåvingeart som beskrevs av Lyneborg 1992. Anabarhynchus waitarerensis ingår i släktet Anabarhynchus och familjen stilettflugor. Inga underarter finns listade i Catalogue of Life.